# 9. honvedski pehotni polk (Avstro-Ogrska)
Za druge 9. polke glejte 9. polk.
9. honvedski pehotni polk (izvirno nemško k.u. Landwehr Infanterie Regiment Nr. 9; dobesedno slovensko: Cesarsko-madžarski honvedski pehotni polk št. 9) je bil pehotni polk avstro-ogrskega Honveda.

## Zgodovina
Polk je bil ustanovljen leta 1886.

### Prva svetovna vojna
Polkovna narodnostna sestava leta 1914 je bila sledeča: 91% Madžarov in 9% drugih.

## Poveljniki polka
- 1914: Julius Preinreich[3]